# Abbaye Notre-Dame de Bernay
L'abbaye Notre-Dame de Bernay se dresse sur le territoire de la commune française de Bernay dans le département de l'Eure en région Normandie. Son église abbatiale par la précocité des talents de ceux qui l'ont conçue en fait un point de départ pour comprendre les réalisations majeures de l'art normand, y chercher les premières manifestations de l'architecture romane en Normandie et y suivre le progrès des techniques ainsi que du style architectural et décoratif.
Fondée au XIe siècle par Judith de Bretagne, femme du duc de Normandie Richard II, l'abbatiale est classée au titre des monuments historiques par liste de 1862, les autres bâtiments abbatiaux d'une inscription en 1965 et les vestiges du sous-sol d'une inscription en 1999.

## Historique
Lors de son mariage avec Richard II, duc de Normandie, Judith, fille de Conan le Tort, duc de Bretagne, reçoit un douaire qui comporte des domaines dans le Cotentin, le Cinglais et le Lieuvin, Bernay étant le chef-lieu de cette dernière portion qui comprend treize charruées de terre, soit environ huit-cents acres, dix-huit moulins et vingt-et-une églises. Elle décide de consacrer Bernay à la fondation d'un monastère de l'Ordre de saint Benoît, dédié à Notre-Dame.

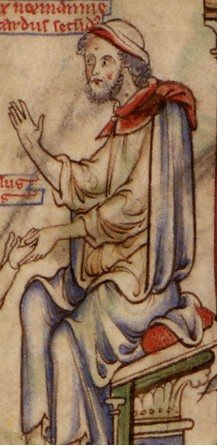
Richard II de Normandie, duc de Normandie.

La fondation date des environs de l'année 1015, mais Judith meurt en 1017, les travaux étant inachevés. En 1025, son mari Richard II, par une charte en présence des jeunes princes Richard et Robert, des  évêques de la province et d'une grande partie de la noblesse normande, donne à l'abbaye un vaste domaine qui s'étend de Giverville à Courtonne et de Cernières à Beaumont. Enfin, il soumet le nouveau monastère à celui de Fécamp, décide de reprendre la construction et confie le chantier à l'abbé Guillaume de Volpiano, architecte italien et ancien moine de Cluny, longtemps abbé de l'abbaye Saint-Bénigne de Dijon, renommé notamment pour avoir participé à l'achèvement des monastères de Fécamp, Jumièges, ou encore, Troarn. Après son voyage en Italie vers 995, il étudie des plans pour Saint-Bénigne de Dijon et amène avec lui des maîtres-maçons et des ouvriers de Haute-Italie qui vont travailler en Bourgogne et en Normandie. Il meurt en 1031.
Durant quelque temps, Bernay, qui n'a pas réussi à devenir une abbaye autonome, mais reste une dépendance de l'abbaye de Fécamp, n'a pas d'abbé propre, mais un custos (gardien). L'abbé est nommé et vient de la maison mère : au début, Thierry, probablement aussi abbé de l'abbaye de Jumièges et de l'abbaye du Mont-Saint-Michel, qui meurt le 17 mai 1027, puis Raoul de Vieilles, aussi abbé du Mont-Saint-Michel qui donne à Robert Ier de Montgommery, favori du duc Robert le Magnifique la moitié du bourg de Bernay que l'abbaye ne récupérera jamais et à Onfroy de Vieilles, son parent, les importants domaines de Saint-Évroult et de Beaumont-le-Roger.
C'est vers 1050-1160 qu'apparaît Vital de Creuilly, moine de Fécamp, homme de confiance de Jean de Ravenne, abbé italien qu'il avait chargé vers 1058 d'organiser, dans le diocèse de Bayeux, le prieuré de Saint-Gabriel. Il obtient l'autonomie et le rang abbatial pour Bernay, et reste jusqu'en 1076, date à laquelle Guillaume le Conquérant le place à la tête de Westminster et meurt en 1082 après avoir élevé l'abbaye à partir de peu de chose. Son œuvre architecturale a dû être considérable. La conquête de l'Angleterre apporte trois prieurés dans le Suffolk et en Northamptonshire puis Vital est remplacé par son frère Osbern.
Ensuite, les archives ayant complètement disparu, l'histoire de Bernay est mal connue, les moines profitent sans doute de la prospérité précoce de la ville, devenue dès le XIIe siècle un centre d'industrie drapière avec d'importantes opérations financières attestée par une nombreuse colonie juive. On sait qu'en 1249, un grave incendie ravage une partie du monastère réduit de 35 à 15 religieux. Au XVe siècle, on remanie le bas-côté nord de la nef et l'abside de l'abbatiale dans le style gothique flamboyant. En 1563, l'amiral de Coligny saccage l'abbaye et pille les trésors et les archives et elle est encore partiellement ravagée en 1589 par le soulèvement rural des « Gauthiers », puis à peu près délaissée jusqu'en 1618 où l'on reconstruit le cloître.
En 1628, Bernay est reprise en main par les Mauristes qui y commencent de vastes travaux à partir de 1686. Le réfectoire est daté de 1694. À cette occasion, la façade principale et les deux travées les plus occidentales de l'église et les deux absidioles du chevet sont rasées. Une façade de style classique est alors montée. La plupart des chapiteaux de la nef sont défigurés par une application de stuc.
En 1790, l'abbaye qui ne compte plus que sept religieux est supprimée et réaffectée à divers usages : hôtel de ville, tribunal et prison, puis sous-préfecture. Le bras nord du transept disparaît en 1810. En 1814, l'église abbatiale devient une halle au blé, puis est dépecée par une foule d'utilisateurs qui la cloisonnent en tous sens. L'abside est détruite en 1827 et, à une date inconnue, la tour centrale très remaniée au XVIIe siècle est arasée.
À partir de 1963, l'abbatiale en très mauvais état est restaurée par la ville de Bernay et les Monuments historiques, un très bel arc du XIIe siècle appartenant probablement à la salle capitulaire est dégagé et en 1965 sont découverts les chapiteaux du croisillon sud. La restauration de l'édifice, en 1978, permet de comprendre son importance au XIe siècle.

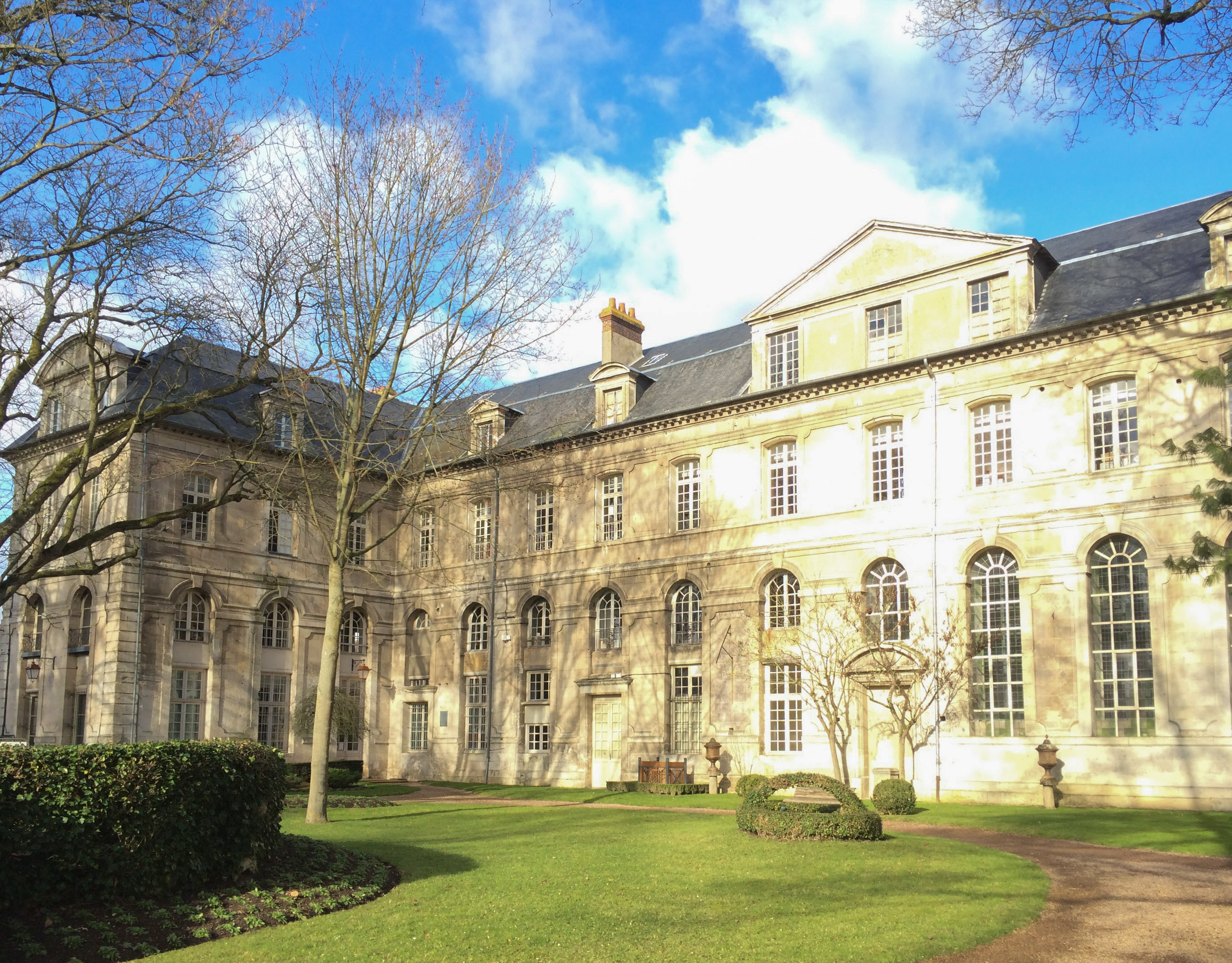
Les constructions des Mauristes.
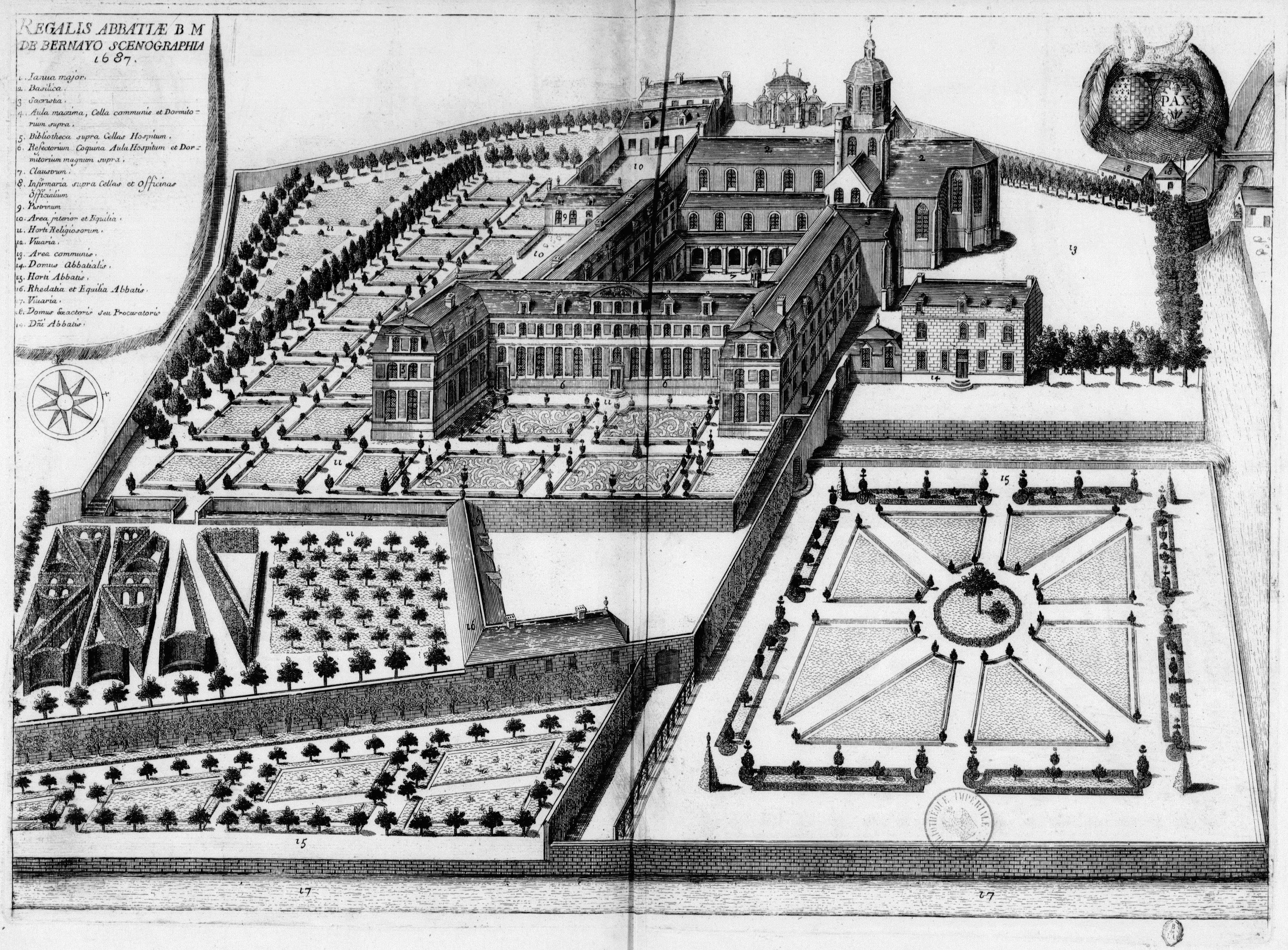
L'abbaye en 1687.
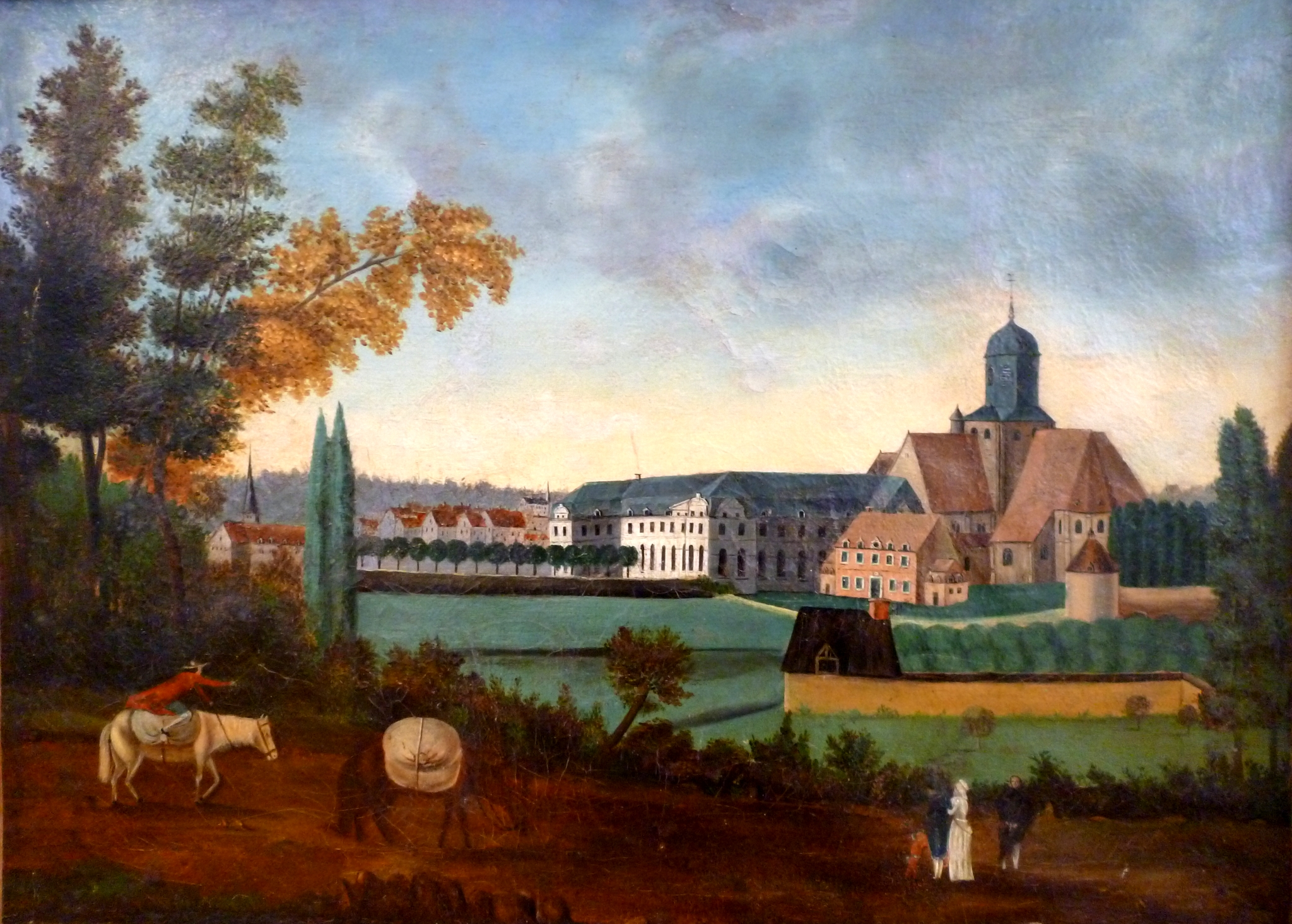
L'abbaye en 1785.

Armes de l'abbaye :
- échiqueté d'or et d'azur, au franc quartier d'hermines
- d'azur, à une Notre-Dame, tenant son enfant Jésus, d'or[10].

## Description

### Plan et datation
Édifiée en un temps où le duché n'avait pas encore vraiment découvert sa voie, l'église abbatiale de Bernay représente une tentative presque isolée, préparée par un seul précédent survivant, l'église Saint-Pierre  de l'abbaye de Jumièges, comme l'œuvre un peu prématurée d'esprits talentueux et témoigne de caractères novateurs décisifs pour l'architecture normande : l'adoption du chevet échelonné, les piles composées et la coursive au niveau supérieur du bras du transept est. La plupart des solutions de détail, architecturales ou  décoratives y apparaissent sans ascendance visible comme sans postérité évidente, peut-être des importations bourguignonnes mal assimilées, mais avec un enracinement local de traditions nées dès la fin de l'époque mérovingienne sur le sol de la future Normandie, conservées et approfondies sous les carolingiens et ayant réussi à survivre aux ravages des Vikings.
La datation est difficile et controversée. Les textes apportent des vraisemblances plus que des certitudes : début des travaux au temps de la duchesse Judith, avant 1017 ; reprise des travaux sur l'ordre de Richard II vers 1025 ; ralentissement lors de la crise générale du duché et de l'administration des "gardiens" à Bernay, jusque vers 1060 ; achèvement sous l'abbé Vital entre 1060 et 1072. 
Le sondage du pied d'une pile peut l'attribuer à la construction primitive commencée par Judith elle-même. Avant sa mort en 1017, le plan de l'église est arrêté et les fondations de trois travées de la nef à l'ouest de la croisée construites. À la reprise des travaux par Richard II, les piliers sont modifiés par l'addition de colonnes sur dosserets, puis l'œuvre marche de manière normale d'est en ouest avec maintes hésitations et gaucheries, modifications et repentirs. L'ensemble des grandes arcades du chœur, de la croisée et de la nef forment un tout homogène qui a été bâti d'une façon continue et qui comprend les différentes parties d'un seul travail achevé sans remaniement postérieur.
Le plan a un aspect très homogène, toutes les parties basses de l'édifice ont le même appareil et la même épaisseur de muraille. Les tailloirs des chapiteaux des grandes arcades du chœur et de la nef comme ceux de la face est du croisillon sud sont au même niveau. Les murs gouttereaux s'élèvent à une hauteur constante comme les fenêtres hautes du chœur et du croisillon sud, côté est de la nef. Au contraire, à l'étage du triforium, les hauteurs varient.
Il y a impossibilité de dater à une époque plus basse que le second quart du XIe siècle, dans une construction qui a marché d'est en ouest, le gros œuvre du chœur, la croisée du transept et des parties basses de la nef. Pour les parties hautes du croisillon sud et de la nef, il est possible qu'elles aient été terminées quelques années après ou, peut-être entre 1055 et 1076. L'épaisseur du mur de la nef, rapprochée de l'épaisseur beaucoup moindre de l'étage des hautes fenêtres, indique un repentir. Le passage mural très caractéristique de l'école normande est répandu depuis l'époque de l'église Saint-Étienne de Caen, mais à Jumièges comme à Bernay où on ne le trouve que dans la face ouest du croisillon sud, il est destiné à mettre la tour centrale en communication avec l'escalier montant dans l'angle du croisillon. La décoration par des têtes de clous paraît indiquer une époque beaucoup plus avancée pour les parties hautes que les parties inférieures du croisillon.

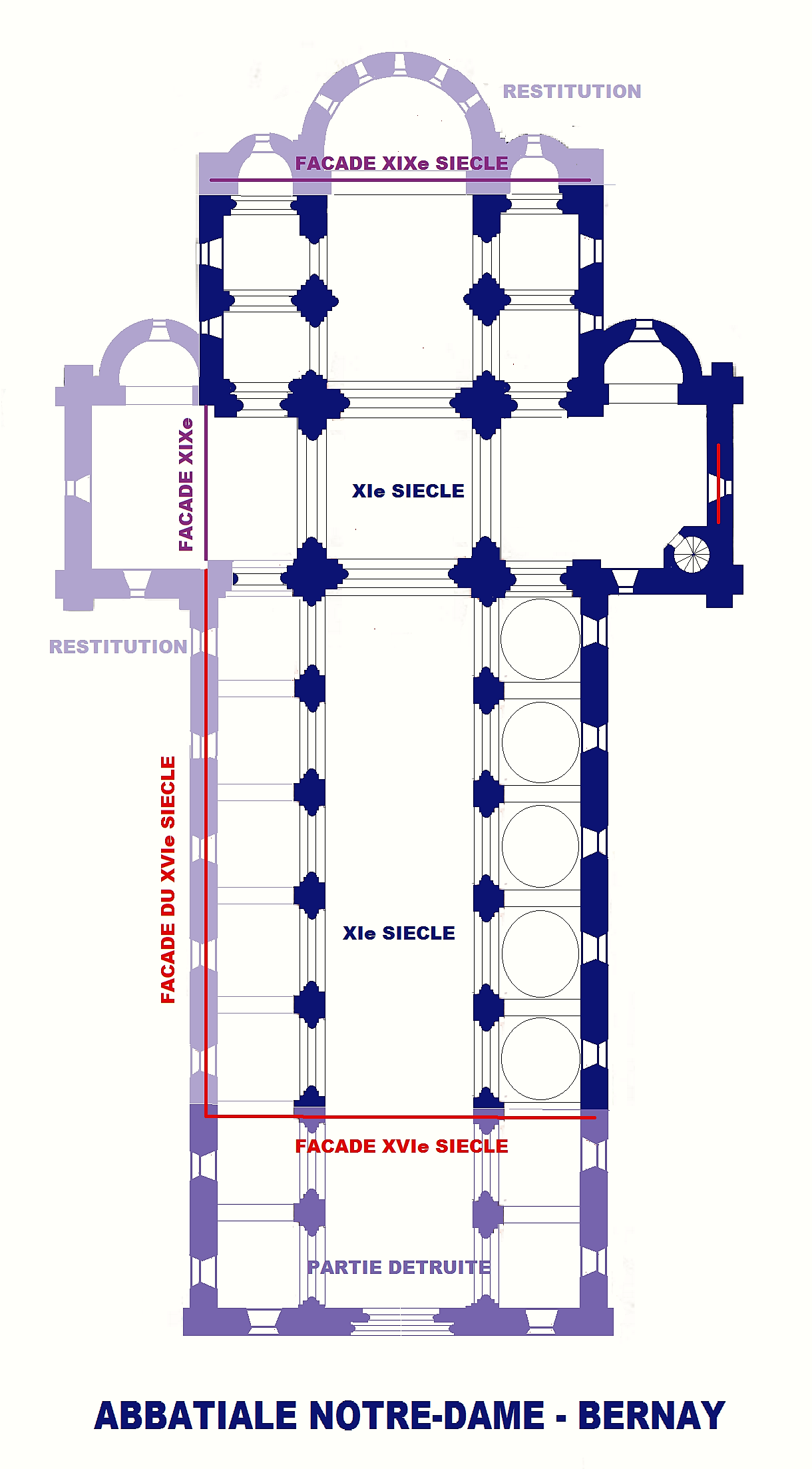
Plan de l'église abbatiale.

L'église, en forme de croix latine, comportait une nef de sept travées avec bas-côtés, aujourd'hui réduite à cinq, un transept saillant sur lequel s'ouvraient vers l'est deux hautes absidioles, un chœur de deux travées droites terminées par une abside en quart de sphère, flanqué lui-même de deux collatéraux aboutissant à deux alvéoles. Ce plan, très simple, offre le précieux avantage de n'avoir pas été modifié depuis le XIe siècle.
Les trois absides rappellent une disposition assez ancienne que l'on voit non seulement dans les églises italiennes, mais encore dans les églises françaises de Vaison-la-Romaine et de Saint-Généroux. Elle devient très fréquente à la fin du XIe et au XIIe siècle. Quant aux absidioles, on en rencontre un peu partout à la fin du XIIe siècle. En Normandie, Bernay et Jumièges en présentent les plus anciens spécimens.
L'appareil employé dans la construction de l'abbatiale de Bernay se compose généralement d'assises de pierre dure de trente à trente-cinq centimètres de hauteur sur une longueur moyenne de quarante-cinq centimètres. La surface des parements est layée au marteau dit taillant droit.
Dans les piles de la nef, de gros blocs de pierre paraissent provenir de constructions romaines, l'un d'eux présentant cette inscription en grandes capitales : DM • M AVDACI VICTORIN MILI OPTI. L'emploi de matériaux antiques est donc incontestable. En dehors de ces blocs gallo-romains de pierre dure qu'il est difficile d'identifier, l'appareil offre trois sortes de pierre : la pierre de Caen employée dans la nef et le chœur ; le calcaire travertin, employé çà et là dans les mêmes conditions (c'est le travertin seul qui a servi à la construction des piles et des arcades du passage mural du croisillon sud) ; enfin, une pierre dure, d'un grain assez fin que l'on reconnaît dans les chapiteaux du bas-côté sud du chœur.
Dans le bas-côté de la nef s'ouvrait sur le cloître une porte dont l'archivolte présente une disposition rare en Normandie (on la voit à Jumièges) de claveaux découpés géométriquement et laissant des vides remplis par des pièces de rapport.

### Façade

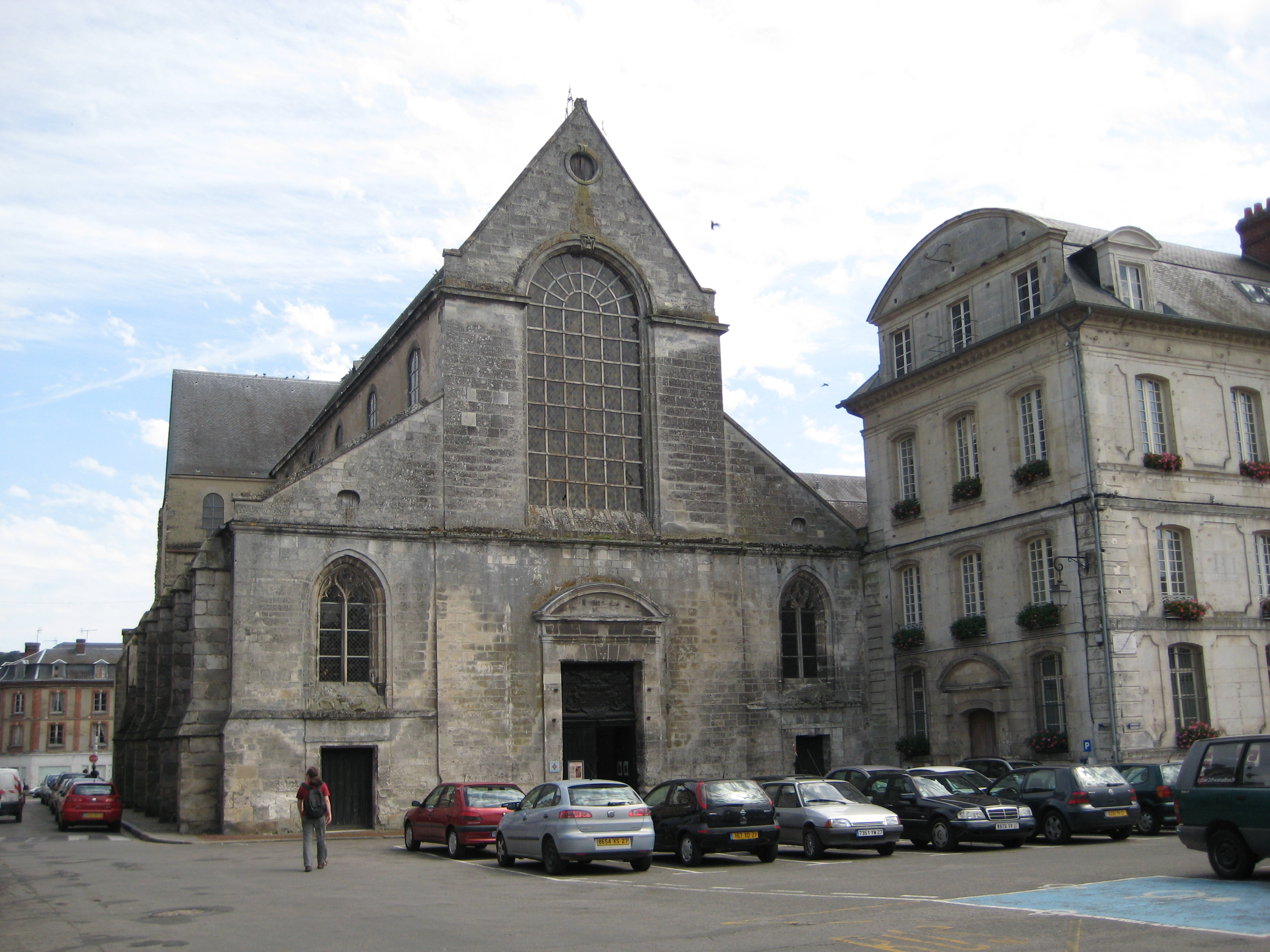
Façade (XVIIe siècle).

La façade ouest de l'édifice était simplement pourvue de contreforts plats. Au XVe siècle, les moines la détruisirent et amputèrent la nef des deux travées les plus occidentales : à l'origine, elle était charpentée et les deux premières travées comportaient des voûtes d'arêtes.
En l'état actuel, elle résulte des transformations et travaux effectués par les Mauristes au XVIIe siècle.

### Nef

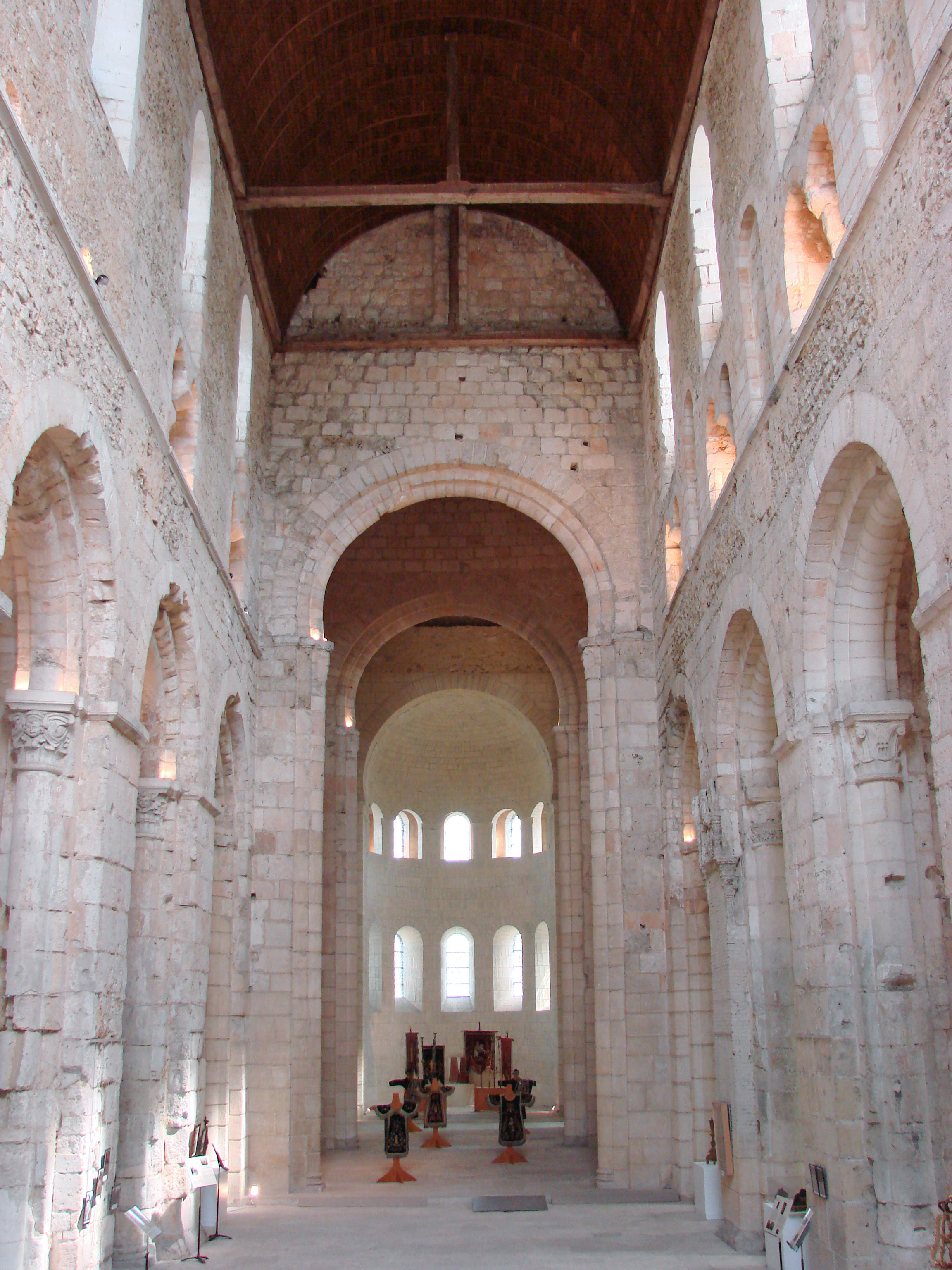
Nef (XIe siècle).

La nef comporte trois niveaux d'élévation :
- 1er niveau : une grande arcade en plein cintre qui repose sur une pile presque carrée comportant, sur trois faces, des colonnes engagées. Vers les bas-côtés, celles-ci portent un arc-doubleau séparant les travées. À l'intérieur de l'arcade, la colonne engagée sur dosseret, terminée par un chapiteau et un tailloir, porte l'intrados des grands arcs, constitué d'un tore sur dosseret reprenant la forme du support. Tous les chapiteaux des colonnes sont sculptés. Les bases de ces colonnes sont sobres ;
- 2e niveau : alternance de baies géminées plein cintre et d'arcades aveugles peu profondes qui brisent l'unité des surfaces. Les baies géminées sont séparées par une colonnette surmontée d'un chapiteau évasé et se trouvent dans l'alignement des grandes arcades.

Cette alternance traduit une certaine phase expérimentale sur le traitement structurel et plastique des murs. Les baies géminées donnent sur des combles dans lesquels on accédait par les escaliers situés dans les croisillons du transept. Cela forme une galerie ou tribune au-dessus du collatéral. Le mur est donc composé de deux épaisseurs : c'est un effet de composition pour alléger la structure générale ;
- 3e niveau : il comporte des fenêtres hautes, dans l'alignement des baies géminées et grandes arcades, permettant un éclairement direct de la nef. L'ouverture de ces fenêtres hautes était possible car la nef était charpentée. Il n'y avait donc pas trop de risque pour la solidité du mur.

Cette élévation typique, arcades, tribunes, et fenêtres hautes, appelée « mur épais normand », caractérisera les grandes églises normandes de l'époque romane,.
On remarque qu'il existe une certaine correspondance entre ces trois niveaux : l'alignement de la grande arcade, de la baie géminée et de la fenêtre haute, ainsi que celui des piles composées et des fausses fenêtres, introduit un certain rythme dans l'élévation. Cela souligne la continuité des volumes et une recherche esthétique.
Derrière les grandes arcades du rez-de-chaussée, on distingue le collatéral sud : il est divisé en travées par des doubleaux de section carrée retombant sur des pilastres adossés aux piles de la nef. Sur chaque travée a été établie une petite coupole sur pendentifs très plate, appareillée en moellons de dimensions réduites qui date au moins du XVIIe siècle. Des baies ont été percées dans les murs pour assurer un éclairage. Au-dessus des voûtes des collatéraux s'ouvrent les baies géminées renforcées du côté des combles par de puissants arcs de décharge destinés à raidir les murs gouttereaux, dépourvus de contreforts.

### Collatéraux

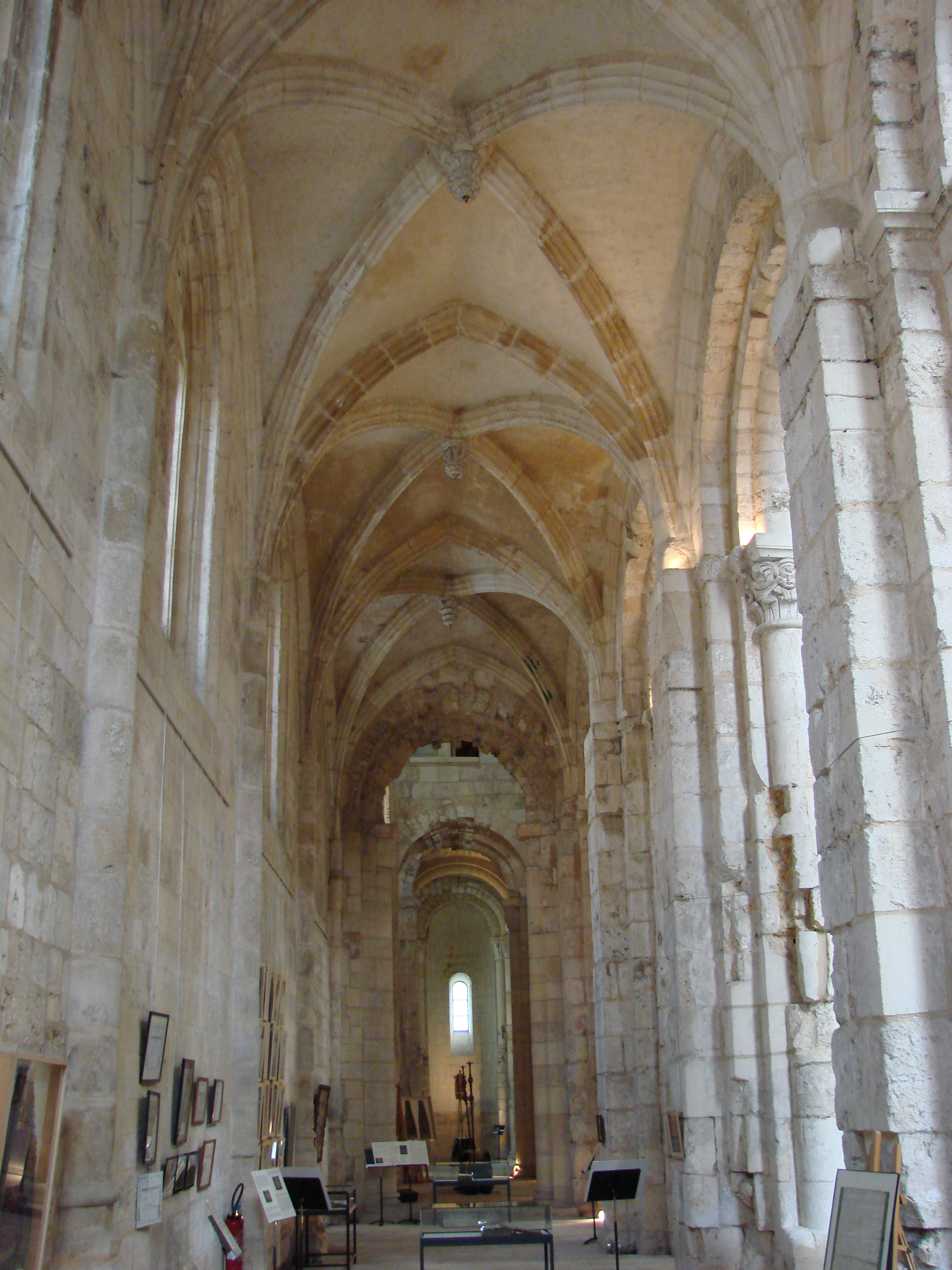
Le collatéral nord, voûté d'ogives au XVIe siècle.

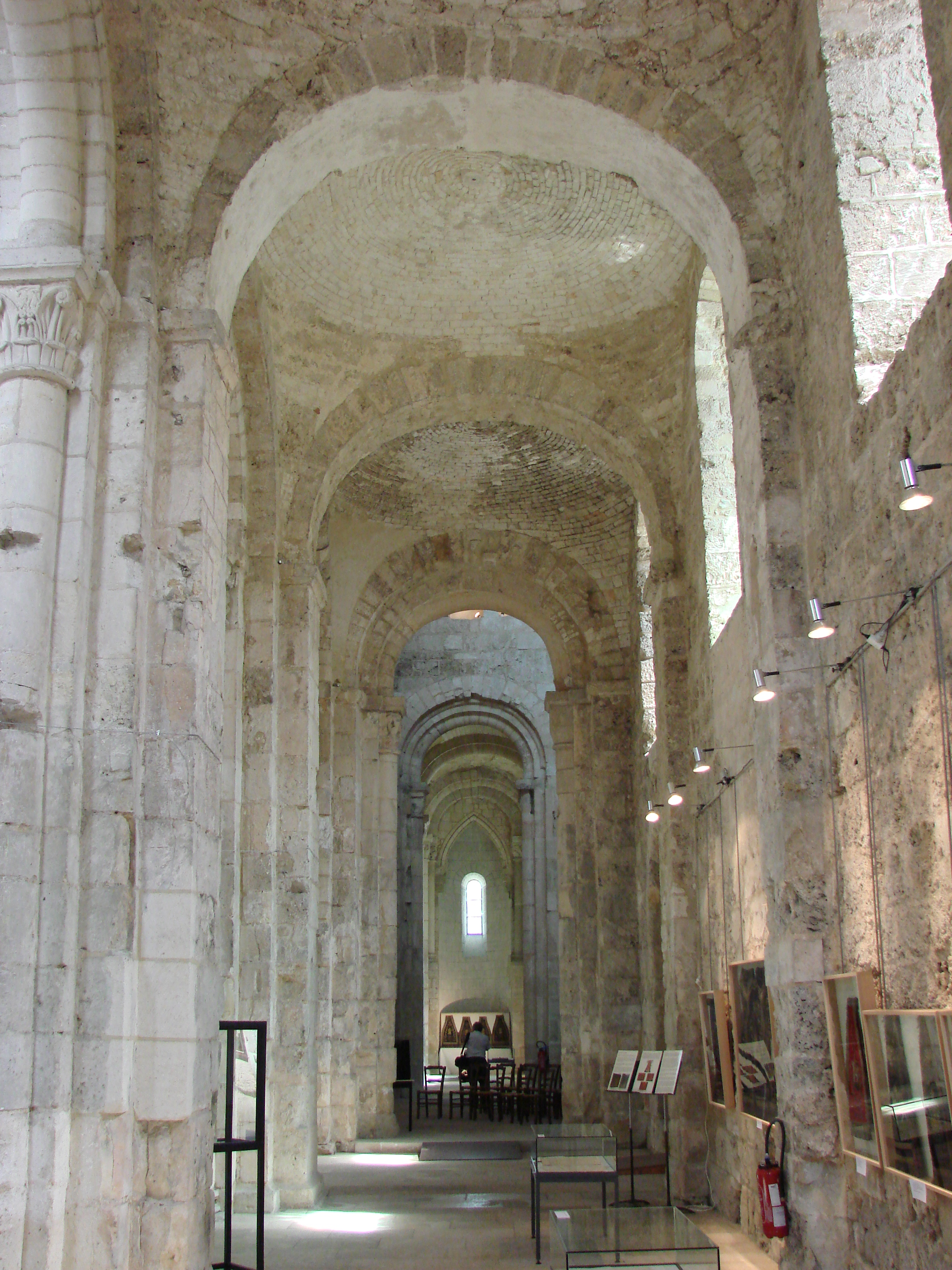
Collatéral sud (XIe siècle).

Le collatéral nord a été complètement repris au XVe siècle, les travées ont reçu des voûtes sur croisées d'ogives avec nervures à pénétration et clefs pendantes.
Le collatéral sud est divisé en travées carrées par des arcs doubleaux. Sur chaque travée a été établie une petite coupole surbaissée que les spécialistes font remonter au maximum au XVIIe siècle. Elle a peut-être remplacé une voûte d'arêtes.

### Transept

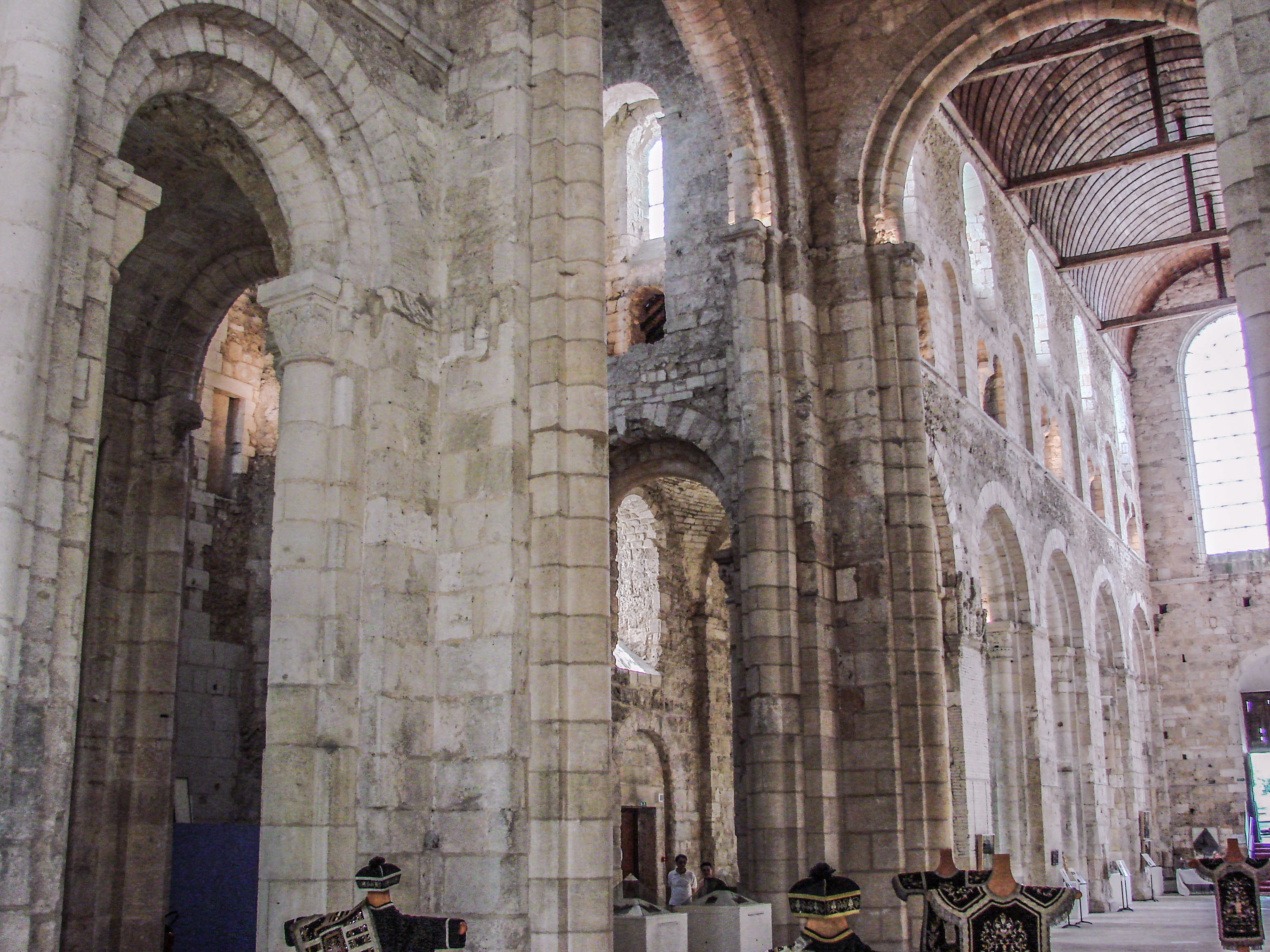
Croisée du transept (XIe siècle).

La croisée du transept supportait autrefois une tour centrale carrée, qui a disparu au début du XIXe siècle. La souche de cette tour, qui seule subsiste, est portée par quatre arcs outrepassés.
Le transept est saillant. Les deux bras comportaient chacun une absidiole orientée peu profonde. Son  bras sud est le mieux conservé, mais son mur pignon sud a été refait et l'escalier d'accès aux passages de l'étage a été démoli (angle sud-ouest). Le bras nord a été fortement amputé pour permettre la circulation sur le flanc nord de l'église. Les passages d'étage, murés, sont donc visibles de l'extérieur.
La croisée du transept est formée de quatre gros piliers. Ces massifs cruciformes supportaient la tour de croisée. Le pilier cruciforme est caractéristique de l'art roman. Le croisillon sud est délimité par un immense arc outrepassé qui repose sur une colonne engagée avec chapiteaux sculptés. Le côté occidental du croisillon communique avec le collatéral sud par une arcade en plein cintre à l'intérieur duquel sont inscrits deux pilastres supportant un arc en tore. À côté se trouve une arcade en plein cintre aveugle, percée d'une baie ébrasée qui éclaire directement le croisillon. Cette arcade repose sur des colonnes presque monolithes. Le mur oriental est percé de trois fenêtres romanes en plein cintre simple sans mouluration qui donnent sur la galerie, directement éclairée par des baies. Cette galerie assure donc la circulation dans les parties hautes de l'édifice. Ce passage , qui n'est pas dissimulé, fait partie de l'élévation intérieure.
Toute cette partie est réalisée en grand appareil.

### Chevet

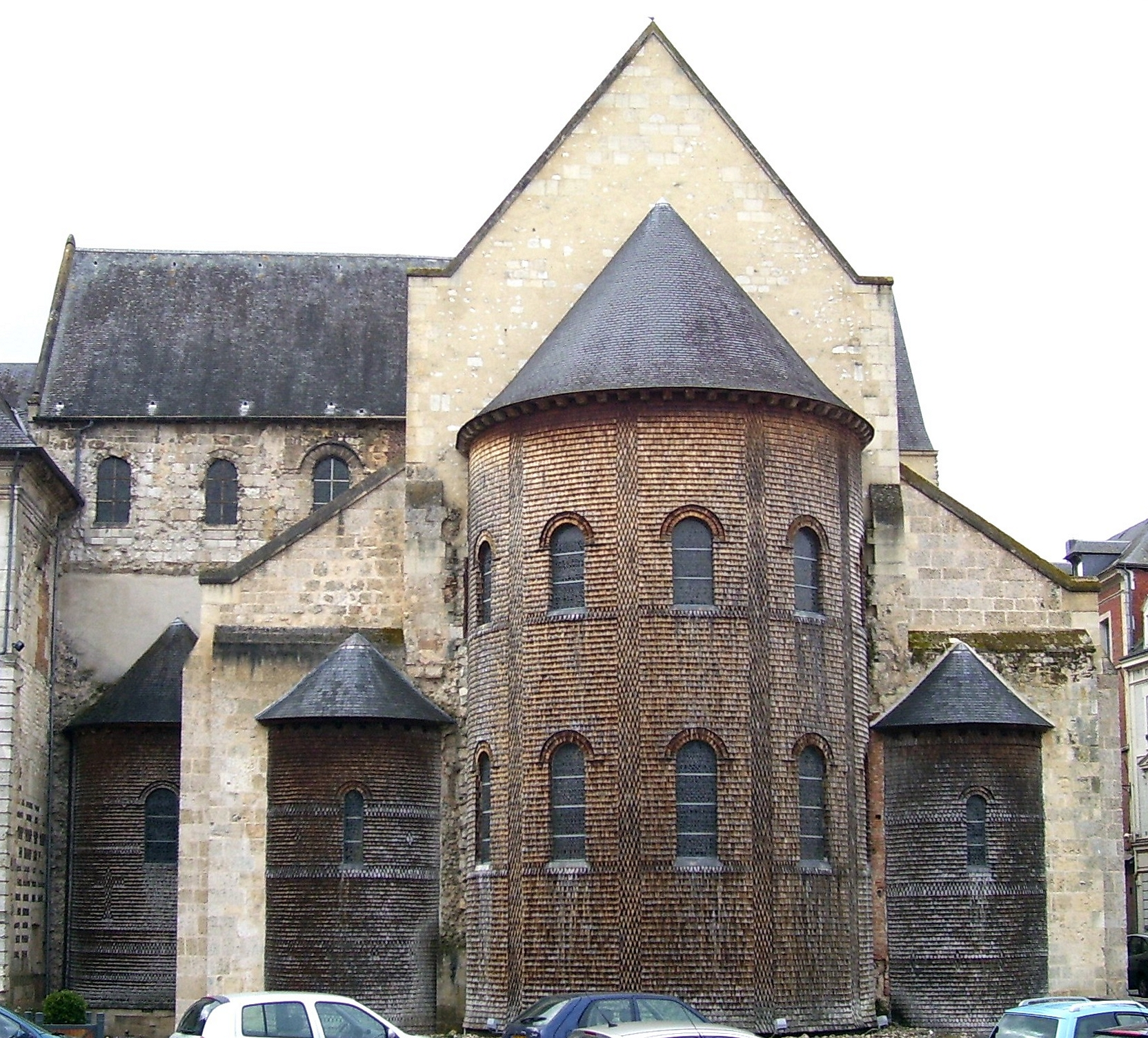
Abside (restituée).

Le chevet est organisé selon la tradition bénédictine : le chœur forme une courte nef à l'orient de la croisée du transept. Les bas-côtés du chœur étaient voûtés d'arêtes sur plan carré.
Abside et absidioles sont aujourd'hui semi-circulaires et constituées d'une structure en bois. Primitivement semi-circulaire, l'abside fut refaite plus tard en style gothique (XVe siècle), puis abattue et remplacée par un mur. La restauration récente a reconstitué en bois son plan primitif.
L'abside principale est plus profonde que les deux petites chapelles qui l'encadrent. Sur les plans anciens, les deux collatéraux du chœur se terminent par un chevet plat.

### Sculptures

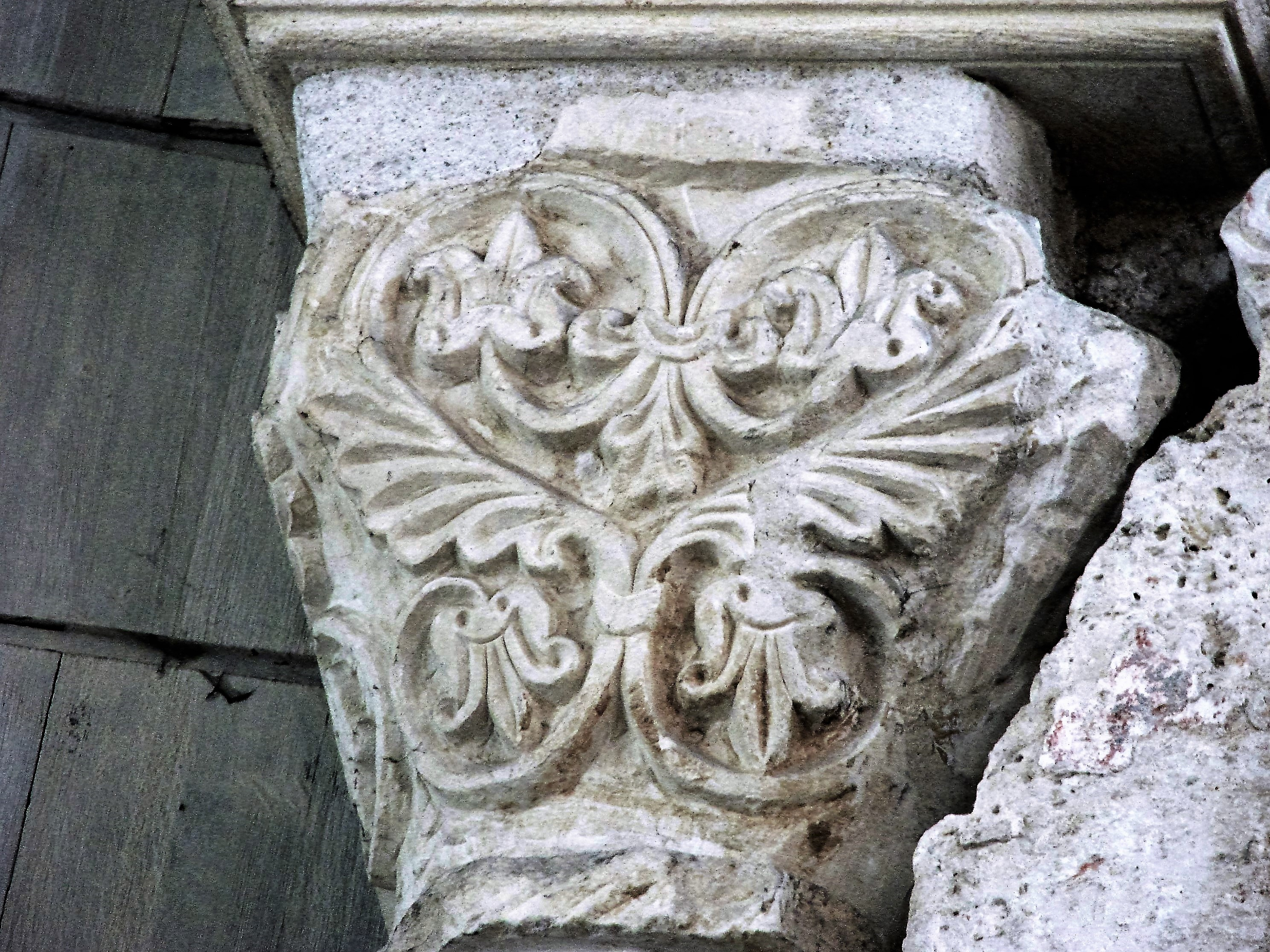
Chapiteau.

La sculpture apparaît principalement dans l'abbatiale sur les chapiteaux et les bases de certaines colonnes engagées.
Pendant la première moitié du XIe siècle, trois ateliers d'une grande diversité se répartissent les décors sculptés: le premier atelier a décoré les parties basses du chœur et une partie du transept sud en développant les formes tronconiques à tablettes : volume triangulaire du chapiteau surmonté d'un bandeau de pierre lisse.
Les thèmes sculptés : 

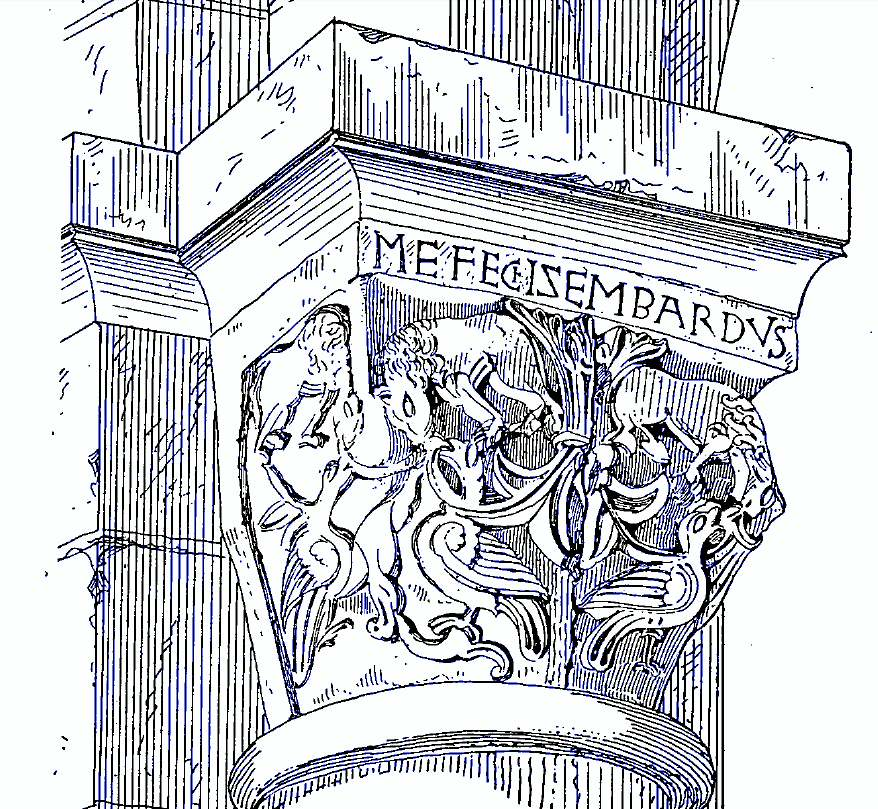
L'arbre de vie d'Isembard.

- masques humains en tête de feuille ;
- grands oiseaux ;
- chapiteau signé de son auteur Isembard. Il témoigne d'une influence arabe ou byzantine de par la disposition des animaux, répartis symétriquement par rapport à l'arbre de vie.

Le deuxième atelier a sculpté les bases et les chapiteaux des parties hautes du chœur, ainsi que quelques chapiteaux du transept. Cet atelier a privilégié les motifs géométriques et les entrelacs. Les sources d'inspiration seraient méridionales, mais rappellent l'art celte qui a imprégné la Normandie.
Le troisième atelier a effectué des chapiteaux antiquisants, d'inspiration corinthienne.
À noter la série de chapiteaux de la grande arcade nord de la nef, qui sont des chapiteaux en faux roman du XVIIe siècle, remontant à la campagne de restauration mauriste.
On remarque qu'il y a une hésitation dans le style architectural, ce qui donne à Bernay une place à part.

### Spécificités
- Plan basilical avec chevet échelonné de type bénédictin : il constitue une nouveauté en Normandie vers 1020, seule, l'abbaye de Lonlay l'adopte à la même époque.
- Les piles composées, car elles sont expérimentales : sur des piles simples et rectangulaires ont été plaquées des demi-colonnes sur dosseret qui reçoivent la retombée d'arcs toriques. Son adoption à Bernay se place dans le cadre plus général de l'évolution des techniques de construction, mais il est le premier exemple connu en Normandie.
- L'élévation à trois niveaux qui, au deuxième étage, est composée de baies géminées préfigurant le principe du triforium.
- Le passage mural dans le mur ouest du croisillon sud qui permet la circulation depuis l'escalier de l'angle sud-ouest du croisillon à la tour centrale. On le retrouve à l'église abbatiale Notre-Dame de Jumièges et il sera généralisé à toute l'église Saint-Étienne de Caen. Cet élément architectural porte le nom de mur épais normand[8],[13].

### Dimensions
- Longueur intérieure primitive : environ 67 m
- Longueur intérieure actuelle : environ 50 m
- Longueur primitive du transept : environ 33,50 m
- Longueur actuel du transept : environ 26 m
- Largeur de l'ensemble nef et collatéraux : 19,50 m
- Largeur du vaisseau principal de la nef : 9,50 m
- Largeur des croisillons : 8,50 m
- Largeur des collatéraux du chœur : 3,75 m
- Hauteur de la nef (murs latéraux) : environ 16,75 m[1]

Coupes de l'église abbatiale
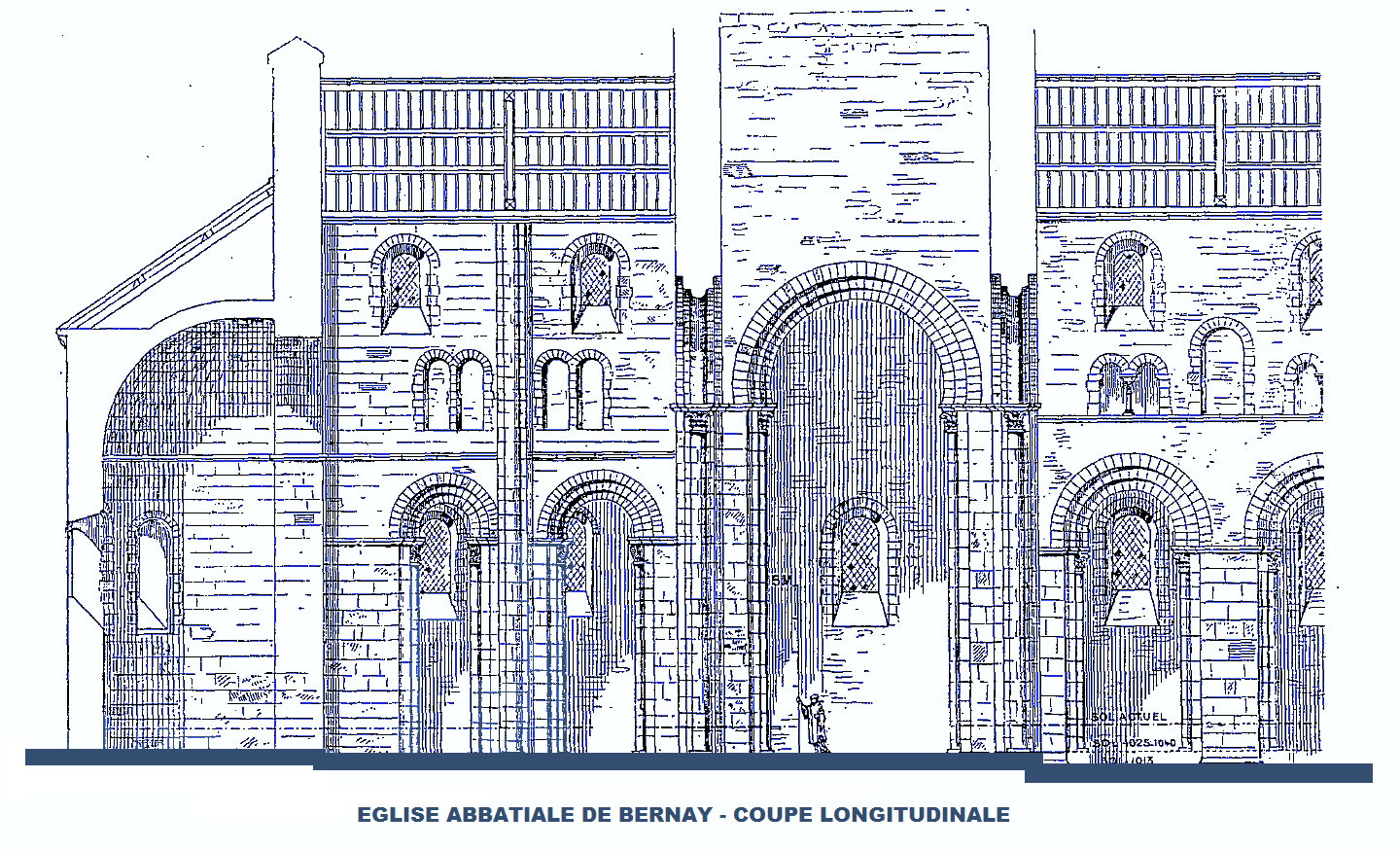
Coupe longitudinale.
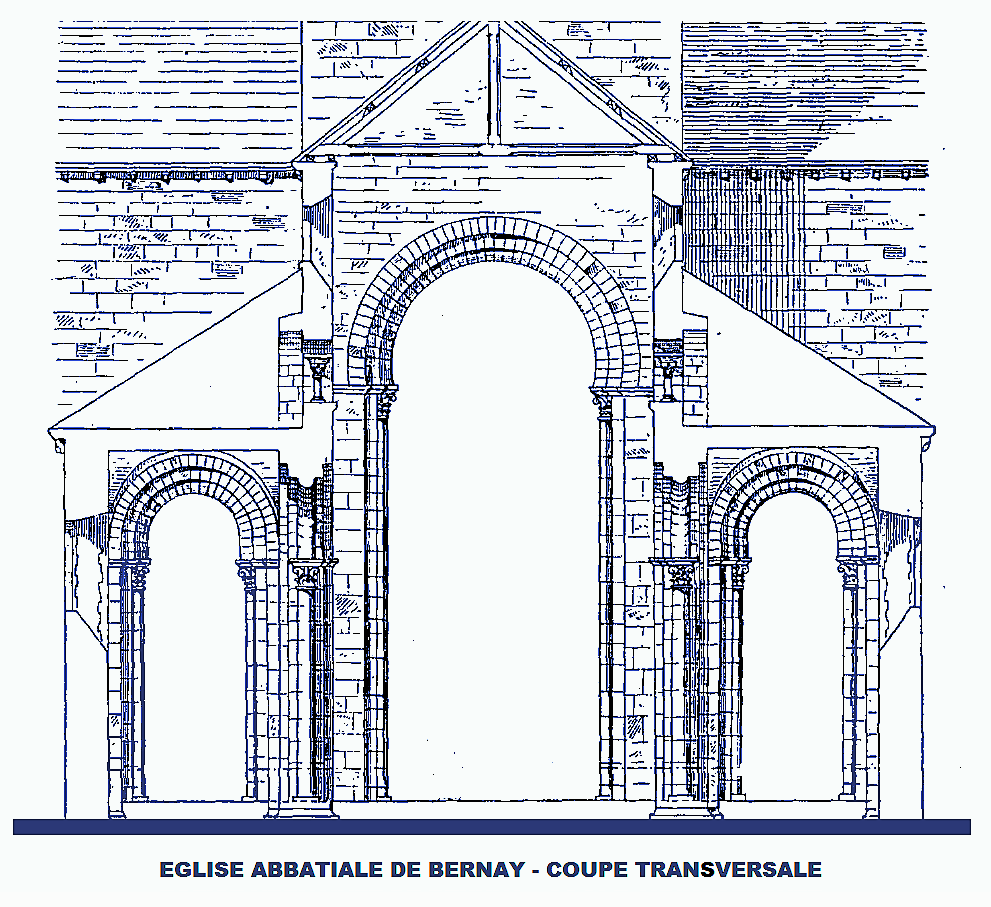
Coupe transversale.
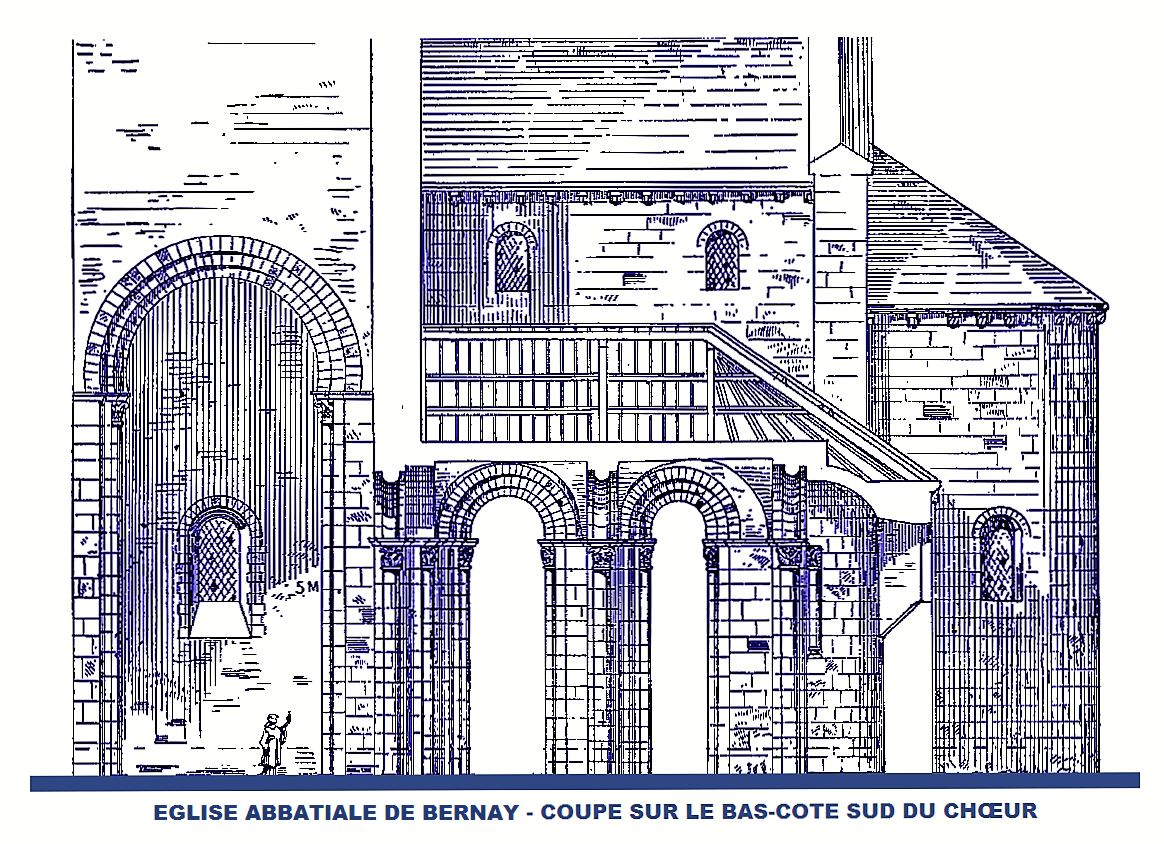
Coupe sur le bas-côté sud du chœur.
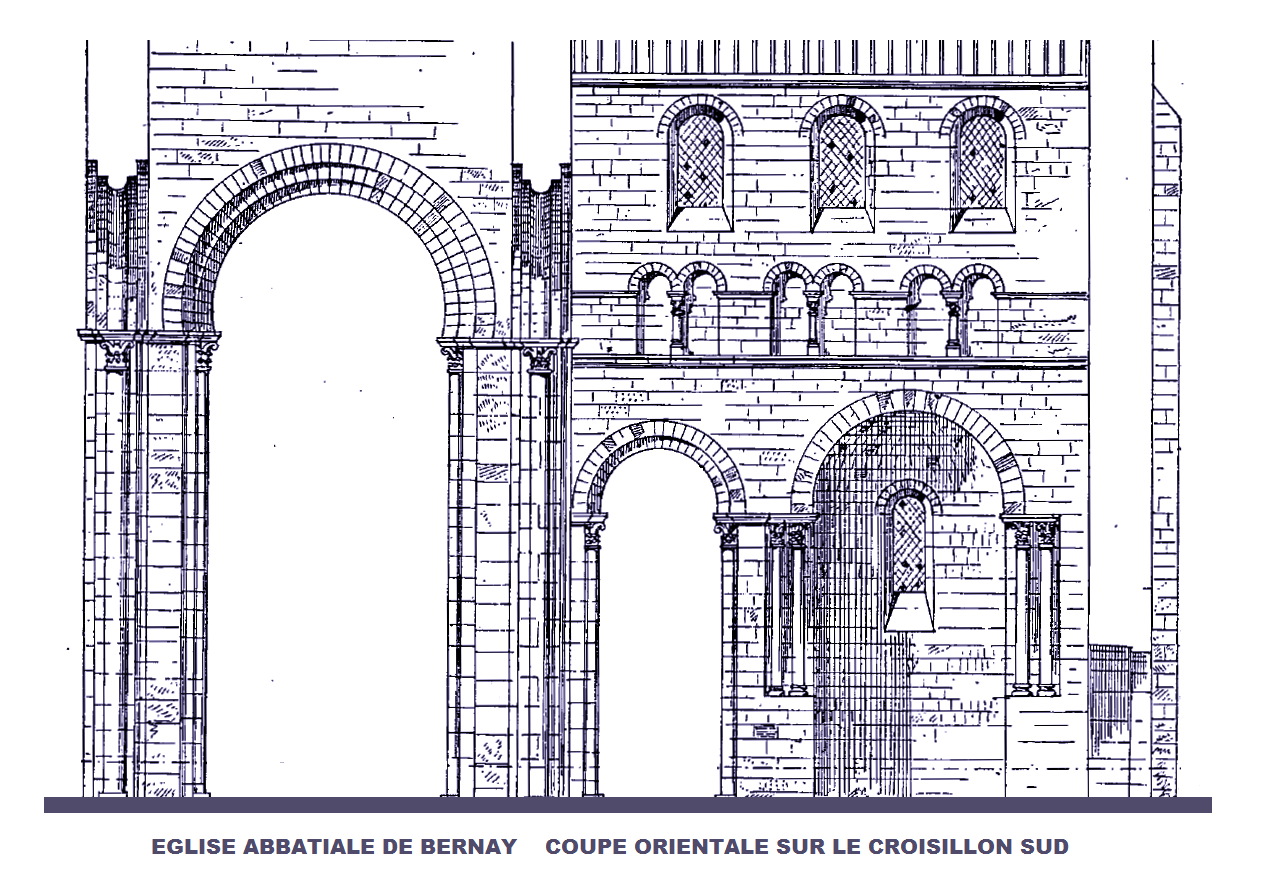
Face orientale du croisillon sud.
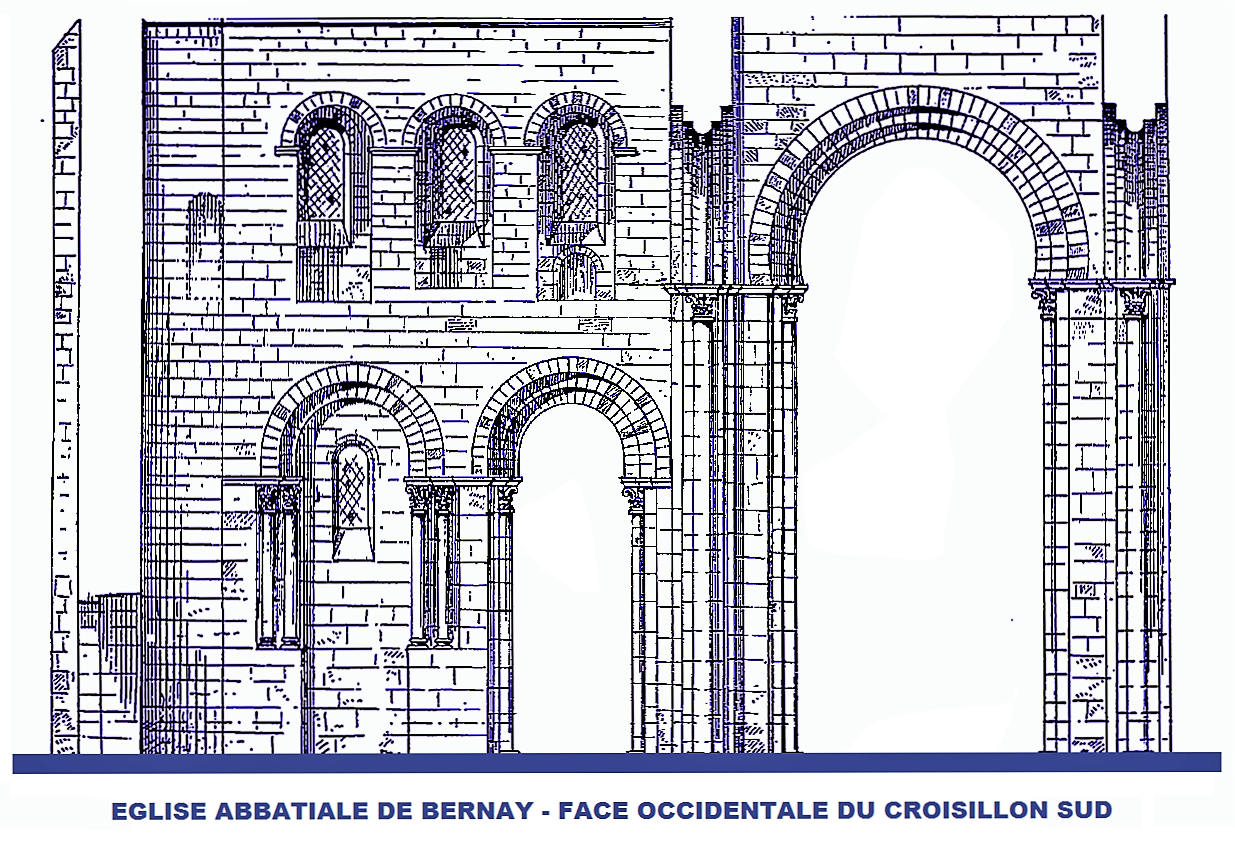
Face occidentale du croisillon sud.

## Propriétés, revenus
- Église Sainte-Croix de Bernay, cure à portion congrue de 1 300 livres par an[15][Quand ?]

## Comparaison
- plan : Cluny III
- élévation : abbaye de Jumièges

## Manifestation
À l'été 2022 s'y tient une exposition du sculpteur Ernest Pignon-Ernest, en partenariat avec le conseil départemental de l'Eure.

## Flamme postale
- L'abbatiale constitue le dessin principal de la flamme postale de Bernay en 1986.